# Walter Fuchs (Basketballspieler)
Walter Fuchs (* 1958 in Wien) ist ein ehemaliger österreichischer Basketballspieler.

## Laufbahn
Fuchs entstammt der Nachwuchsarbeit des UBSC Wien. Ab 1975 spielte er in der Bundesliga und wurde beim UBSC damit Mannschaftskamerad von namhaften Spielern wie Erich Tecka, Fritz Miklas und Peter Bilik. Hinzu kamen Europapokaleinsätze. 1976, 1977 und 1979 errang er mit den Hauptstädtern den österreichischen Meistertitel.
Der 1,94 Meter große Flügelspieler wechselte 1979 innerhalb der Bundesliga zum BK Klosterneuburg und blieb dort bis 1982. Im Spieljahr 1982/83 verstärkte Fuchs UBLV Tyrolia Wien, 1983/84 spielte er beim BBC Wels und hatte zwischen 1984 und 1986 abermals bei UBLV Tyrolia Wien die letzte Bundesliga-Station seiner Laufbahn. In der Saison 1985/86 stand Fuchs in der Korbjägerliste der höchsten Spielklasse Österreichs auf dem achten Rang.
Für die Nationalmannschaft seines Heimatlandes bestritt Fuchs 21 Länderspiele. Er gehörte zum Aufgebot der Mannschaft, die sich 1977 überraschend für die Europameisterschaft qualifizierte. Bei dem in Belgien ausgetragenen EM-Turnier kam er aber nicht zum Einsatz.